# 독일계 미국인
독일계 미국인(영어: German American, 독일어: Deutschamerikaner)은 미국에 거주하고 있는 독일계 사람들을 가리키는 말이다. 미국 인구에서 약 5천만 명, 곧 약 17%를 차지하며 미국에서 가장 큰 자기 보고된 조상 전래의 민족단이다. 오하이오주, 아이오와주, 미네소타주, 위스콘신주, 네브래스카주와 다코타 지방을 포함한 중서부 지방 상류 주들이 3분의 1 이상의 가장 높은 독일계 미국인들의 비율을 가지고 있어도 캘리포니아주, 텍사스주와 펜실베이니아주가 독일계 주민들이 가장 많이 살고 있는 편이다.
2010년 미국 인구조사국에 의하면 독일계 미국인이 총 미국 인구의 17.1%를 차지하며, 아일랜드계 미국인, 아프리카계 미국인, 잉글랜드계 미국인을 앞서 가장 큰 조상 전래의 민족 단체를 형성하였다.
역사적인 독일의 주들이 해외 식민지들을 가지지 않았고, 1680년대 북아메리카의 영국 식민지들에 첫 현저한 독일인 이민들이 도착하여 펜실베이니아와 뉴욕 지역에 주로 정착하였다. 독일인들의 이민은 19세기 동안에 8백만 명의 가장 큰 수로서 지속하였다. 그들은 대지의 인력과 종교적 자유에 의하여 당겨졌고, 대지의 부족과 종교적 및 정치적 압박에 의하여 유럽의 외부로 밀려났다. 미국에 도착한 많은 이들은 종교적 밑 정치적 자유를, 어떤 이들은 유럽보다 더 나은 경제적 기회들을, 다른이들은 신대륙에서 간단히 깨끗하게 시작되는 기회를 위한 길을 찾았다. 1850년 이전에 도착한 이민들은 자신들의 강한 농장 기술들이 지불할 만한 가장 생산적 대지를 찾은 농부들이었다. 1840년 후에 많은 이민들은 독일어 사용 구역 "게르마니아"가 곧 생긴 대도시들에 왔다.
독일계 미국인들은 미국에 첫 유치원을 설립하였고, 크리스마스 트리 전통을 소개하였으며, 핫도그와 햄버거 같은 인기있는 미국식 음식들을 창설하였다.
독일계 미국인들의 축하식은 전국을 통하여 열리고, 뉴욕에서 매 9월마다 세 번째 토요일에 열리는 독일계 미국인 슈토이벤 행렬식이 가장 잘 알려진 것들 가운데 하나이다. 또한 시카고, 신시내티, 밀워키, 세인트루이스와 다른 도시들에서 해마다 열리는 주요 이벤트들이 있다. 미국에 온 다른 이민들처럼 압도적인 독일인 혹은 독일계 주민들은 본질적으로 미국화되었다.

## 초기 역사

### 식민지 시기

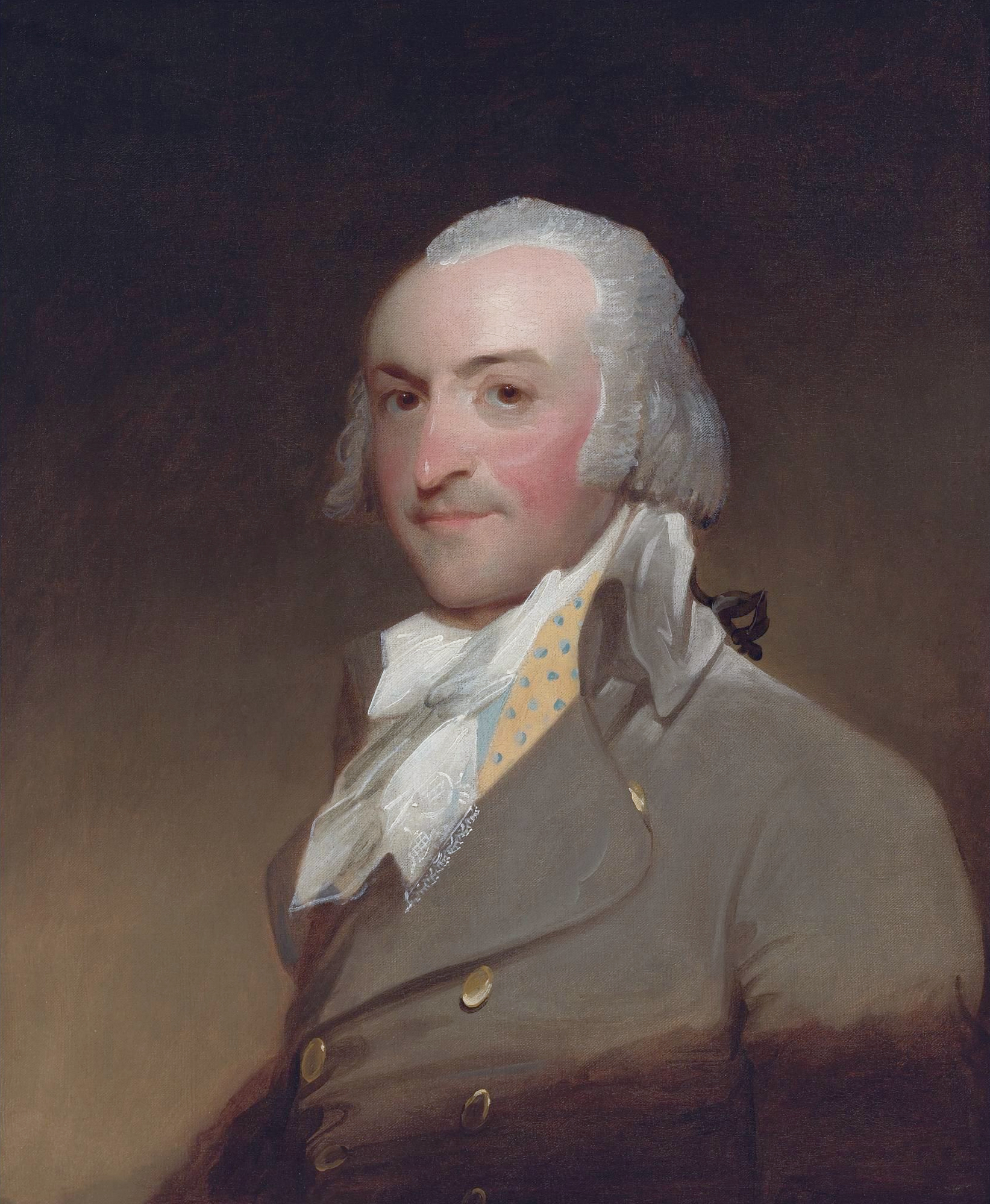
존 제이컵 애스터는 미국에서 첫 애스터 가문 왕조와 첫 억만장자가 되었으며, 모피 무역과 뉴욕의 부동산 업계에서 부를 쌓았다.

1607년 버지니아주 제임스타운에 도착한 첫 영국인 정착자들은 첫 독일계 미국인 요하네스 플라이셔 박사에 의하여 동행되었다. 플라이셔 박사는 1608년 5명의 유리 제조업자들과 3명의 목공인들 혹은 가옥 건축가들에 의하여 수행되었다. 미국이 된 첫 영구적 독일인 정착은 펜실베이니아주 저먼타운이었으며, 1683년 10월 6일 필라델피아 근처에서 창립되었다.
독일인들의 큰 수들이 1680년대부터 1760년대까지 펜실베이니아가 호의적 목적지로 되면서 이주하였다. 그들은 여러 이유들로 아메리카에 이주하였는데, 그 예를 들면, 추천 도매상들이 중유럽에서 농장 소유를 위한 악화된 기회들에 연루, 어떤 종교 단체들의 박해와 군사적 징병제, 인력 도매상들이 더 나은 경제적 상태(특히 소유적 대지에 기회와 종교적 자유)이다. 가끔 이민자들은 계약적 하인들로서 세월들의 기간을 위하여 자신들의 노동력을 팔면서 자신들의 통행을 위하여 돈을 냈다.
펜실베이니아의 큰 구역들과 뉴욕의 상부는 독일인들을 끌어들였다. 대부분은 루터교와 독일 개혁 교회 신자들이었으며, 많은 이들은 모라비아 교도들과 메노나이트 교도들 같은 작은 종교적 종파에 속하였다. 독일의 로마 가톨릭교회 교도들은 1812년 전쟁 이후 때까지 도착하지 않았다.

### 팔츠인들
1709년 독일의 팔츠 지방에서 온 독일의 프로테스탄트들이 곤란의 상태들을 탈출하여 처음에 로테르담으로 갔다가, 그러고나서 런던으로 갔다. 영국의 앤 여왕은 그들에게 그녀의 아메리카 식민지들을 얻는 데 도움을 주었다. 음식의 나쁜 품질과 전염되기 쉬운 발딘티푸스 병 등의 이유로 여행은 생존하는 데 길고 어려웠다. 많은 이민자들, 특히 어린이들이 1710년 6월 아메리카에 도달하기 전에 사망하였다.
생존한 대략 2,100명의 팔츠인 이민은 식민지 시대에 아메리카로 가장 큰 단 하나의 이민이었다. 그들의 대부분은 허드슨강 유역의 봉사 캠프들에 정착하여 자신들의 통행을 청산하였다. 1711년 안으로 7개의 마을들이 로버트 리빙스턴 영대 차지에 뉴욕 주에서 설립되었다. 1723년 독일인들은 리틀 폭포들 서부의 모호크 계곡에서 대지를 살 수 있던 첫 유럽인들이 되었다. 100개의 농가들은 버니츠필드 특허권에서 배치되었다. 1750년 안으로 독일은 모호크 강 양쪽에 12 마일(19 킬로미터)의 제거를 차지하였다. 흙이 가장 좋았으며, 거의 돌과 함께 500척의 집들이 지어졌고 그 지방은 인디언 습격의 원한에서 번영하였다. 허키머는 오랫동안 "저먼플랫츠"라고 알려지면서 지방에서 가장 잘 알려진 독일인의 정착지들이었다.
초기 독일 팔츠 이민들 중에 가장 유명한 인물로는 미국에서 발행의 자유를 위하여 식민주의적 뉴욕에서 싸움을 이끈 편집자 존 피터 젱거였다. 미국 독립 전쟁 이후에 바덴에서 건너온 후기의 이민 존 제이컵 애스터는 뉴욕에서 자신의 모피 무역과 부동산 투자들로부터 미국에서 가장 부유한 사람이 되었다.

### 루이지애나
미시시피 회사는 1721년 프랑스령 루이지애나에 수천명의 독일인 개척자들을 정착시켰다. 정착은 독일인들, 최근에 프랑스의 규칙 아래에 떨어진 알자스 지방의 독일인들과 스위스인들을 이민가는 데 용기를 주었다. 알자스 지방은 30년 전쟁의 더 위대한 문맥 안으로 프랑스에 팔렸다.
예수회의 샤를르부아는 캐나다에서 루이지애나로 갔다. 그의 편지는 "팔츠 선제후국에서 자라온 이 9,000명의 독일인들은 아칸소에 있었다. 통틀어서 독일인들은 아칸소를 떠났다. 그들은 뉴올리언스로 가서 유럽에 통행을 요청하였다. 미시시피 회사는 뉴올리언스에서 위로 약 25 마일(40 킬로미터) 떨어져 있는 미시시피강의 오른쪽 둑에 있는 부유한 대지들을 독일인들에게 주었다. 지역은 이제 '저먼 코스트'로 알려졌다."라고 써졌다.
독일인들의 번영하는 인구가 저먼 코스트로 알려진 뉴올리언스로부터 강 상류에 살았다. 그들은 J. 하노 다일러의 "루이지애나:독일인 정착자들을 위한 집" 같은 팜플렛들을 통하여 끌어당겨졌다.

### 남부
1714년과 1717년 독일 식민주의자들의 2개의 방향들은 현재 버지니아주 컬페퍼 근처에 자리잡은 저매너라 불리는 버지니아의 큰 식민지를 설립하였다.
노스캐롤라이나주에서 독일의 모라비아 교도들은 1753년 노스캐롤라이나의 피드먼트에서 그랜빌 경으로부터 10만 에이커(400 제곱 킬로미터) 가까운 펜실베이니아주 베들레헴 주위에 살았다. 그들은 특히 현재 윈스턴-세일럼 주위에 있는 지역에서 그 지대에 독일인 정착지들을 설립하였다. 그들을 또한 1759년 노스캐롤라이나 주의 처음으로 계획된 모라비아 교도 공동체인 "통행의 집"으로 해석된 노스캐롤라이나 주의 베서버라의 과도적인 정착지를 창립하였다. 곧 후로 1766년에 독일의 모라비아 교도들은 세일럼의 타운과 1772년 초기의 여성 대학 세일럼 칼리지를 세웠다.
독일 이민들은 사우스캐롤라이나주 의 더치 포크 지역과 텍사스주, 특히 오스틴 지역을 포함한 미국 남부의 다른 지역들에 정착하기도 하였다.
독일의 유대인, 즉 유대계 독일인들은 19세기를 통하여 20세기 초반까지 미국 남부에 이민을 갔다. 그들은 특히 자신들이 가끔 지방적 상인, 가축 거래인, 농업적 상품 교역인, 은행업자와 비지니스 소유인들로 일하였던 도시들과 타운들을 포함한 남부의 많은 지역들에서 작은 유대계 독일인 공동체들을 형성하였다. 앨라배마주에서 자신의 동생과 함께 리먼 브라더스를 창립한 핸리 리먼은 부분적으로 유대계 독일인 이민들 중의 두드러진 예이다. 유대계 독일인들은 미국에서 첫 개혁적인 시나고그를 설립한 사우스캐롤라이나 주의 찰스턴 같은 도시들에 정착하였다. 유대계 독일인들은 자신들의 시나고그들을 지은 다른 남부의 도시들 등에 정착하기도 하였다.

### 뉴잉글랜드
1742년과 1753년 사이에 거칠게 1천명의 독일인들이 매사추세츠주 브로드 베이(현재의 메인주 월도보로)에 정착하였다. 그들의 집들이 불타고 그들의 이웃들이 인디언들에 의하여 살인당하거나 포로로 잡혀간 후에 많은 식민주의자들이 보스턴, 노바스코샤와 노스캐롤라이나로 도망갔다. 남아있던 독일인들은 농사에 생존하기 힘든 것을 찾아냈고 결국 해운업과 어업으로 돌려졌다.

### 펜실베이니아
1725년과 1775년 사이에 무임 도항 이주자들과 개약적 하인들로서 도착한 이민들과 함께 펜실베이니아로 독일인 이민의 형세가 팽창하였다. 1775년 안으로 독일인들은 펜실베이니아 주의 대략 3분의 1을 구성하였다. 독일인 농부들은 그들의 높은 생산적 동물 경자과 농업적 실습들로 명성을 얻었다. 정치적으로 그들은 후에 미국 독립 혁명을 지지한 입법부의 통제를 가진 퀘이커 교도들이 이끄는 연합에 가입한 1740년까지 정통적으로 활동하지 않았다. 이럼에 불구하고, 많은 독일인 정착자들은 아마 그들이 자신들의 왕립 대지 양도가 새로운 공화국 정부에 의하여 가져갈 것이라는 이유 혹은 영국인들에게 충성이 자유적 사회에 사는 기회를 마련한 독일 군주 정체라는 이유로 독립 혁명 동안에 영국당원들이었다. 루터교, 개혁 교회, 메노나이트, 아미시파와 다른 종파들을 포함한 독일인들은 강한 음악적 문화와 함께 부유한 종교적 생활을 개발하였다. 수집적으로 그들은 펜실베이니아 더치로 알려지게 되었다. 1810년대 이전에는 펜실베이니아에 약간의 독일인 가톨릭 교도들이 있었다.
자동차와 수레 제조업자들의 조상들 스튜드베이커 형제가 1736년 단검으로 유명한 졸링겐으로부터 펜실베이니아에 정착하였다. 그들의 실력들과 함께 그들은 서부로 향하는 변경 개척자들을 싣는 수레들을 만들었고, 그들의 대포들은 남북 전쟁에서 포병들과 함께 한 북군들에게 마련되었으며 그들의 자동차 회사는 미국에서 가장 큰 회사들 중에 하나가 되어 육군의 전쟁 노력과 산업적 창립에서 요소였다.
미국 독립 전쟁이 터지자 영국은 식민지군에 대항하는 데 어떤 헤센군들을 모집하는 데 독일의 왕자들과 함께 협정들을 만들었다. 대다수는 헤센 대공국에서 왔다. 많은이들은 영구적으로 미국에 정착한 어떤이들의 농장들에서 포로들이 되었다.
1790년 미국 인구 조사로 봐서, 역사가들은 독일인들이 미국 백인 인구들의 9% 가까이 차지한다고 견적하였다.

## 19세기
1820년과 제1차 세계 대전 사이에 6백만 명 가까이 되는 독일인들이 미국으로 이주하는 시기 동안에 들어오는 독일 이민들의 가장 큰 흐름이 생겼다. 1840년부터 1880년까지 그들은 이민 집단 중에 가장 컸다. 독일의 주들에서 일어난 1848년 혁명에 이어서 포티에이터스라고 알려진 정치적 난민들의 바람이 불었다. 그들은 저널리스트, 정치인, 전문 직업인들을 포함한다. 현명한 포티에이터스는 헨리 빌라드와 카를 슈르츠를 포함한다.

### 도시들

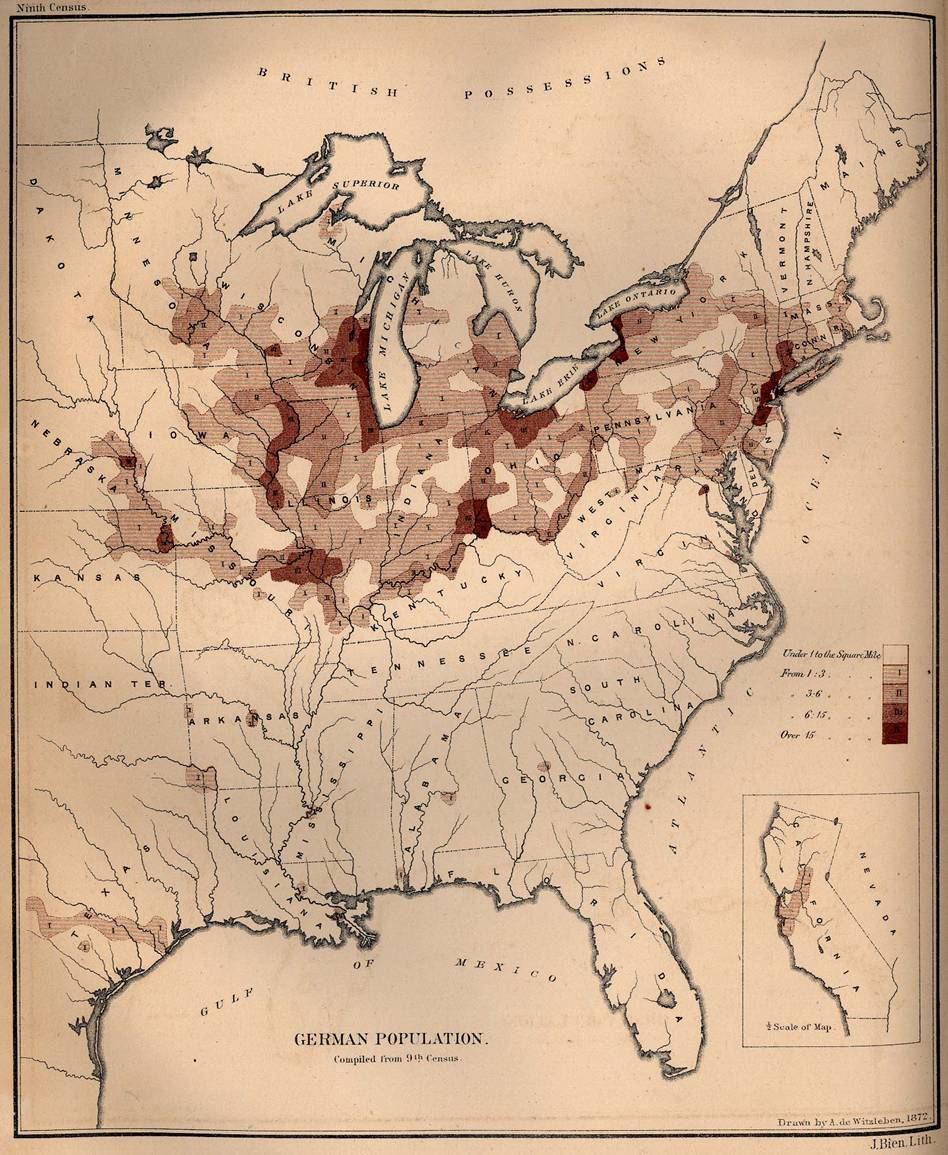
1872년 독일인의 인구 분포를 보이는 미국의 지도

밀워키, 신시내티, 세인트루이스, 시카고, 뉴욕과 볼티모어 같은 도시들은 독일인 이민들의 호의적인 목적지들이었다. 1900년 안으로 클리블랜드, 밀워키, 호보컨과 신시내티의 인구들은 모두 40% 이상이 독일계 미국인들이었다. 1910년 네브래스카주 오마하에서 독일계 미국인의 비율이 57%를 차지하면서 아이오와주의 듀부크와 대번포트는 더 큰 비율을 가졌다. 인디애나주 포트 웨인 같은 다른 북부 도시들은 독일계 미국인들이 인구의 30% 이하를 차지한다.  1850년경에 미시간주 앤아버와 그 주위에는 슈바벤 이민들이 정착하였다.
신시내티의 "오버 더 라인" 구역, 세인트루이스 남부의 "더치타운"과 콜럼버스의 "저먼 빌리지" 같이 많은 그들의 인구 집중들은 자신들의 유산을 암시한 특유의 이름들을 취득하였다.
가장 좋아하는 목적지는 "독일인들의 아테네"로 알려진 밀워키였다. 이전 국가에서 정치 훈련을 받은 근본적인 독일인들이 이 도시의 사회주의 정치들을 지배하였다. 많은 중개업자들이 맥주 양조업을 창립하는 동안에 능력있는 근로자들은 많은 기능들을 지배하였다.
도시들에 정착한 독일인 이민들의 절반에 반하여, 다른 절반들은 중서부에 농장들을 설립하였다. 21세기에 들어서 오하이오주에서 평원 주들까지 시골 지역들에 무거운 존재들이 지속되었다. 어떤 독일인들은 뉴올리언스에서 떨어진 최남부 지방에 정착하였다.

### 텍사스

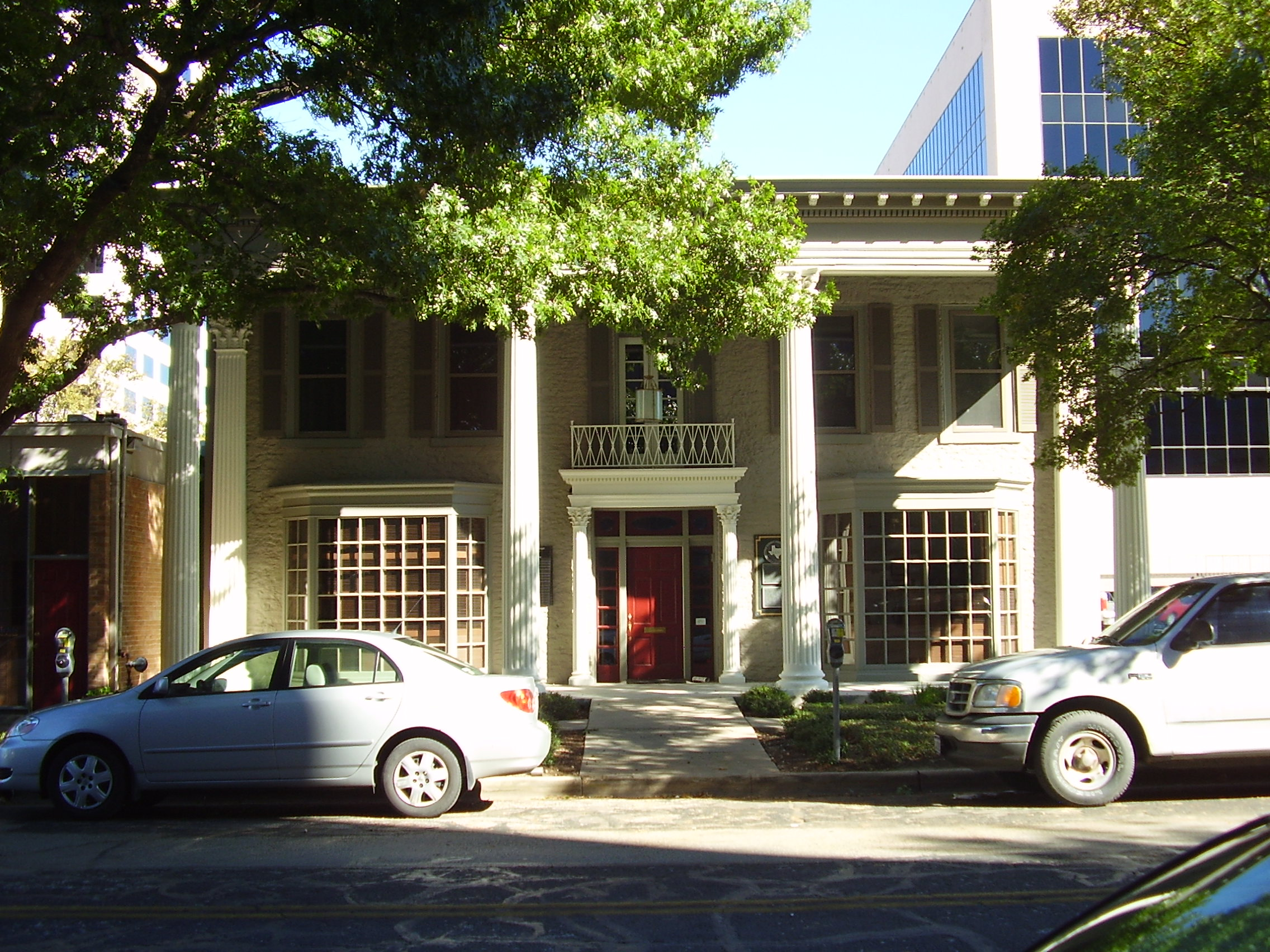
독일계 미국인 학교로 쓰였던 텍사스주 오스틴에 있는 워렌버거 하우스

텍사스주는 갤버스턴과 인디애놀라를 통하여 들어와 양 타운의 농장으로 오고, 후의 더 많은 이민들이 휴스턴 같은 도시들에서 빠르게 공업적 직업들을 가진 많은 독일인들을 끌어들였다. 밀워키에서 같이 휴스턴의 독일인들은 양조업을 지었다. 1920년대 안으로 대학에서 교육을 받은 독일계 미국인들의 첫 세대는 화학과 석유 산업으로 이동해 들어갔다.
1850년대에 텍사스는 약 2만명의 독일계 미국인들이 있었다. 그들은 유니폼 블록을 형성하지 않았으나, 아주 몇몇 안되는 귀족들이나 상중류 클래스의 비지니스맨들을 제외하고는 지리적 지역들과 유럽인 사회의 모든 부문들로부터 높게 다양하고 비겼다.

### 러시아에서 건너온 독일인들

#### 전통
러시아에서 온 독일인들은 독일어를 사용하는 도착자들의 가장 전통적이었다. 그들은 러시아 제국을 통하여 많은 세대들을 살아온 독일인들이었으나 특히 볼가강 유역과 현재 우크라이나에 속하는 크림반도 근처에 살았다. 그들의 조상들은 1762년과 1763년 예카테리나 대제에 의하여 초대를 받아 독일어를 사용하는 모든 세계에서 왔으며, 러시아의 시골 지역에 정착하여 더 진보한 독일식 농업 방법들을 소개하였다.

#### 양심적 병역거부
기독교 평화주의자들인 메노나이트들은 19세기에 러시아 정부의 양심적 병역거부 탄압때문에1900년에 대략 10만 명이 이민을 떠나 주로 다코타 지방, 캔자스와 네브래스카에 정착하였다. 노스다코타주의 남부중앙부는 "독일-러시아의 삼각형"으로 알려졌다. 작은 수들은 서부로 멀리 이주하여 카우보이와 목장주같은 직업을 찾았다.
부정적으로 차르에 의하여 그들의 권리들의 폭력과 문화적 박해에 의한 영향으로 미국 중서부의 북부에 정착한 러시아에서 건너온 독일인들은 러시아계 미국인들로부터 갈라진 학대받는 민족으로 자신을 보았고, 독일 땅으로부터 이민을 온 독일계 미국인으로부터 아주 다른 경험을 겪어 자신들의 독일어와 문화를 유지한 빈틈없는 공동체들에 정착하였다. 그들은 큰 가족들을 키웠고, 독일식 교회들을 지어 자신들의 시체를 특유의 묘지들에 안장하는 데 주형의 철 무덤 묘석을 이용하였으며 독일 교회 찬송가를 부르는 합창단을 창조하였다. 많은 농부들은 아직도 대평원 상부에서 나는 주요 농작물 사탕무에 전문적이었다. 제1차 세계 대전 중에 그들의 신분은 반독 감정에 의하여 도전되었다. 제2차 세계 대전이 끝나면서 공공적과 공식적 일들에서 영어와 함께 쓰이던 독일어가 심각한 거절에 놓였다. 오늘날 독일어는 영어를 우세하게 사용한 대평원 주들의 북부에 사는 러시아에서 건너온 독일인들과 함께 주로 노래부르는 단체들과 방법들을 통하여 보존되었다. 독일어는 다코타 지방에서 두 번째로 많이 쓰이는 언어로 남아있다. 자신들의 언어 손해에 불구하고 그들은 뚜렷하게 남아 미국 서부에 오래가는 감독을 남겼다.

### 남북 전쟁
독일계 미국인들 사이에 감정은 특히 포티에이터들 사이에 반노예주의였다. 수십만명의 독일계 미국인들은 남북 전쟁에서 북군을 위하여 싸우는 데 지원되었다. 독일인들은 남북 전쟁에 참전하는 데 가장 큰 이민 단체들이었으며, 17만 6천명 이상의 미국 군인들이 독일에서 태어났다. 독일인들 사이에 인기있던 북군 사령관 프란츠 지겔 소령은 "지겔과 함께 싸움"에 입대하는 데 주장된 많은 독일 이민들과 함께 북군의 최고 계급 독일인 사령관이었다.
4명의 독일인들 중에 1명이 전 독일인 연대에서 싸웠어도 그들은 독일 군인의 공동적 이미지를 창조하였다. 펜실베이니아주는 5개, 뉴욕주는 11개, 오하이오주는 6개의 독일인 연대들을 주둔하였다.

### 농장들
많은 농부들을 끌어들이는 데 유용한 큰 토지 승인들과 함께 서부 철도들은 함부르크와 다른 독일의 도시들에 대리인들을 세워 값이 싼 교통과 쉬운 기간들에 농장지의 판매들을 약속하였다. 예를 들어 샌타페이 철도는 이민을 위하여 자신들의 감독관을 기용하였고 30만 에이커(1,200 제곱 킬로미터) 이상을 독일어 사용자 농부들에게 팔았다.
19세기와 20세기를 걸쳐 독일계 미국인들은 농부들이 되는 데 높은 흥미를 보였고 대지에 자신들의 자식들과 손자·손녀들을 지켰다. 그들이 운영하는 데 이득들이 필요하였을 때에 그들은 이득들을 가족의 지속을 유지하는 데 연장으로 사용하였다. 그들은 위험을 반대하는 전략들을 사용하여 조심스럽게 가족에서 대지를 지키는 데 자신들의 상속을 계획세웠다. 그들의 공동체들은 더 작은 평균의 농장 크기, 더 위대한 동등권, 적은 부재 소유권과 더 위대한 지리적 인내력을 보였다.

### 정치

#### 노동운동
19세기 후반의 많은 독일계 미국인들은 무정부주의자들이나 사회주의자들이었다. 1886년 5월 1일 8시간 노동쟁취를 위한 시카고 총파업이 있었다. 당시 경찰에서는 노동자들을 살상함에 항의하려고 노동자들이 헤이마켓에서 집회를 가졌다. 이때 폭탄테러가 일어나 경찰과 노동자들사이의 싸움이 일어나자 자본가들과 결탁한 지배 계급들은 노동자들이 경찰을 살해했다고 조작하여 8명의 노동운동가들을 사법살인한 헤이마켓 사건이 일어났다. 이때 8명의 피고인들 중에 6명이 독일인이었고, 독일인들은 초기 미국 노동 운동에서 중요한 역할을 맡았다.

#### 선거
상대적으로 몇몇의 독일계 미국인들이 사무실을 보유하였으나 남자들이 한번 시민들이 되는 데 투표하였다. 정통으로서 프로테스탄트와 유대인들은 공화당 편에 들었고 가톨릭 교도들은 강하게 민주당을 성원하였다. 비밀 투표에서 금지령이 있을 때에 독일인들은 그것에 대항하는 데 고체적으로 투표하였다. 그들은 강하게 금주 개혁자들과 많은 인기당원들을 포함한 도덕적 개혁 운동가들을 불신임하였다. 독일인 공동체는 강하게 은화의 자유 주조를 반대하였고 1896년 개혁 운동가 윌리엄 제닝스 브라이언에 무겁게 대항하며 투표하였다. 1900년 많은 독일계 민주당원들이 자신들의 당에 복귀하여 브라이언을 위하여 투표하였는데, 아마 윌리엄 매킨리 대통령의 외교 정책 때문이었을 것이다.

## 20세기

### 제1차 세계 대전과 반독 감정
제1차 세계 대전 동안에 독일계 미국인들은 어쩌다 독일 제국에 너무 동정심을 가져 고발을 당하였다. 우드로 윌슨 전 대통령은 "외국계 미국인주의"를 비난하여 이중의 충성들이 전쟁 시기에 불가능하였다고 주장하였다. 독일을 위한 작은 소수파가 나오거나 영국인들을 비웃기 마련이었다. 비슷하게 하버드 대학교의 정신과 교수 휴고 뮨스터버그는 미국과 독일 사이의 중재에 자신의 노력들을 떨어뜨려 독일의 이유 뒤로 던져버렸다.
법무부는 모든 독일 외국인들의 명단을 준비하는 데 시도하여 그들의 대략 48만 명을 세워 4천 명 이상은 1917~18년 사이에 투옥되었다. 변증은 독일을 위한 스파이와 독일의 전쟁 수고를 보증함을 포함하였다. 수천명은 자신들의 충성을 보이는 데 전쟁 보증금을 사는 데 강요되었다. 적십자는 파괴행위의 위협에 가입으로부터 독일인의 성을 가진 개인들을 제외하였다. 한명은 반란자에 의하여 살인되었는 데, 일리노이주 콜린스빌에서 독일 출신의 로버트 프라거가 간첩으로서 감옥으로부터 끌려나와 린치당하였다.
시카고에서 프레더릭 스톡은 그가 자신의 귀화 문서들을 최종적으로 완성할 때까지 시카고 심포니 오케스트라의 지휘자로서 임시적으로 사임하였다. 오케스트라단들은 바그너와 베를리오즈에 의한 음악을 되돌렸다. 신시내티에서는 공공 도서관이 자신들의 책꽂이들로부터 독일어 책들을 거두어 들이는 데 요구되었다. 독일어 이름을 진 거리들이 다시 이름을 지었다. 미시간주의 베를린은 마네(마네의 전투에서 싸운 군사들을 기념)로 이름을 바꾸었다. 아이오와 주에서는 1918년의 바벨 포고에서 주지사가 학교들과 공공 장소들에서 외국어들을 금지시켰다. 네브래스카 주는 영어를 제외한 모든 언어들에서 지시를 금지시켰으나 미국 대법원은 1923년 금지를 불법으로 규칙을 내렸다. 독일계 미국인들의 이런 전술들에 책임에서 가끔 이름들을 미국화("슈미트"에서 "스미스"로, "뮐러"에서 "밀러"로)하고, 공동 장소들, 특히 교회에서 독일어 사용을 제한시켰다.

### 제2차 세계 대전
1931년부터 1940년까지 11만 4천명의 독일인들이 미국으로 이주하였는 데 노벨상 수상자 알베르트 아인슈타인을 포함한 그들은 유대계 독일인들이나 나치주의의 반대자들이었다. 대략 2만 5천명은 전쟁 이전의 세월 동안에 친나치 독일계 미국인 동맹의 회원들이 되었다. 독일 외국인들은 편견과 빗나간 수가 일본계 미국인들보다 정통적으로 적은 단체로서 고통을 겪은 의미였어도 전쟁 동안에 혐의와 차별의 주제였다. 1940년 외국인 등록 법령은 연방 정부와 함께 독일 시민권을 등록한 독일 출신 외국인들을 요구하여 그들의 여행과 재산 소유권을 제한시켰다. 아직도 활동적인 1798년의 외국인 적령 아래에서 미국 정부는 1940년과 1948년 사이에 1만 1천명 가까이 되는 독일 시민들을 구금하였다. "지원적 구금인"들의 알 수 없는 수는 수용소들에서 자신들의 배우자들과 부모들에게 가입하여 떠나는 데 허락되지 않았다.
프랭클린 D. 루스벨트 대통령은 드와이트 D. 아이젠하워 장군, 체스터 니미츠 해군 대장과 칼 앤드루 스파츠를 포함한 독일계 미국인들에게 정상적인 전쟁 직업을 찾았다. 그는 공화당원 웬델 윌키를 개인적 대표로 임명하였다. 독일어에 능통한 독일계 미국인들은 전쟁 시기의 지능으로 중요한 감성이었고 들은 미국을 위한 번역자와 스파이로서 근무하였다. 예로 헨리 키신저가 종군 당시에 통역관을 맡았다.
전쟁은 당시 본국에 친척들과 연락한 몇몇의 독일계 미국인 사이에 강한 친미주의 애국적 감정을 일깨웠다.

### 전쟁 이후의 세월들
제2차 세계 대전 직후의 시기에 소비에트 연방, 폴란드, 체코슬로바키아, 루마니아, 헝가리와 유고슬라비아를 포함한 다시 그어진 동유럽의 경계들 안에서 100만명의 독일인들이 추방당하였다. 대부분은 독일에 재정착하였으나 다른이들은 1940년대 후반에 미국에 난민들로 들어와 자신들의 새로운 고향들에 문화적 중심지들을 설립하였다. 후에 유고슬라비아 땅(현재의 세르비아)이 된 헝가리의 도나우강 유역에 정착 후에 언어와 풍습들을 유지해 온 독일인들, 이를테면 어떤 도나우 강의 슈바벤인들이 전쟁 후에 미국으로 이민을 갔다.
1970년 후에 제2차 세계 대전에 의하여 자극된 반독 감정이 사라져갔다. 오늘날 제2차 세계 대전 이후에 이민온 독일계 미국인들은 미국에서 다른 서유럽 이민 단체만큼 같은 특성을 나누고 있다. 그들은 대부분 전문적인 이유들로 온 전문인들과 학회원들이었다. 소비에트 연방의 붕괴와 독일의 재통일 이래 독일은 오히려 이민을 떠나는 사람들보다 이민들의 목적지가 되었다.
1990년 미국 인구 조사에서 5천 8백만의 미국인들이 단독으로 혹은 부분적으로 독일계라고 주장되었다. 2005년 인구 조사에 의하면 5천만의 미국인들이 독일 계통을 가졌다고 한다. 독일계 미국인은 총 미국 인구의 17%, 히스패닉이 아닌 백인 인구의 26%를 차지한다.

## 독일계 미국인의 영향

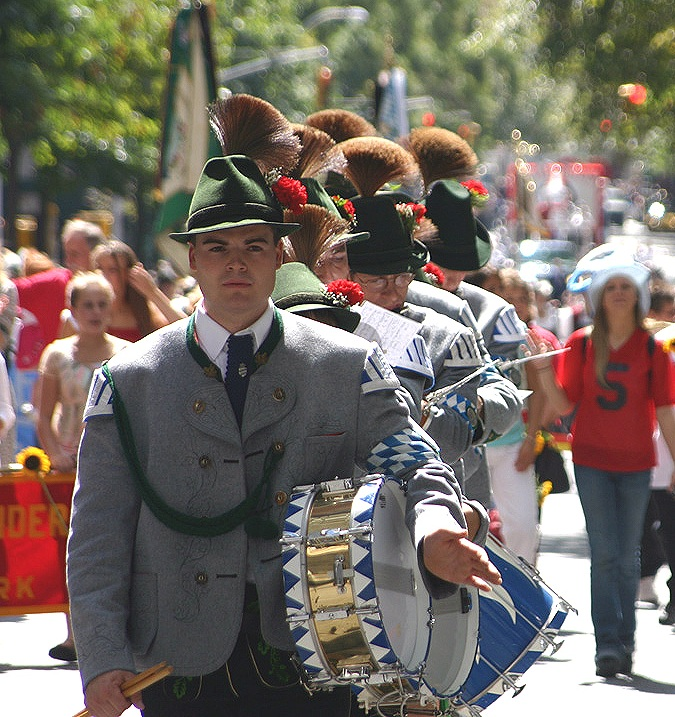
뉴욕에서 열리는 슈토이벤 축제 행렬

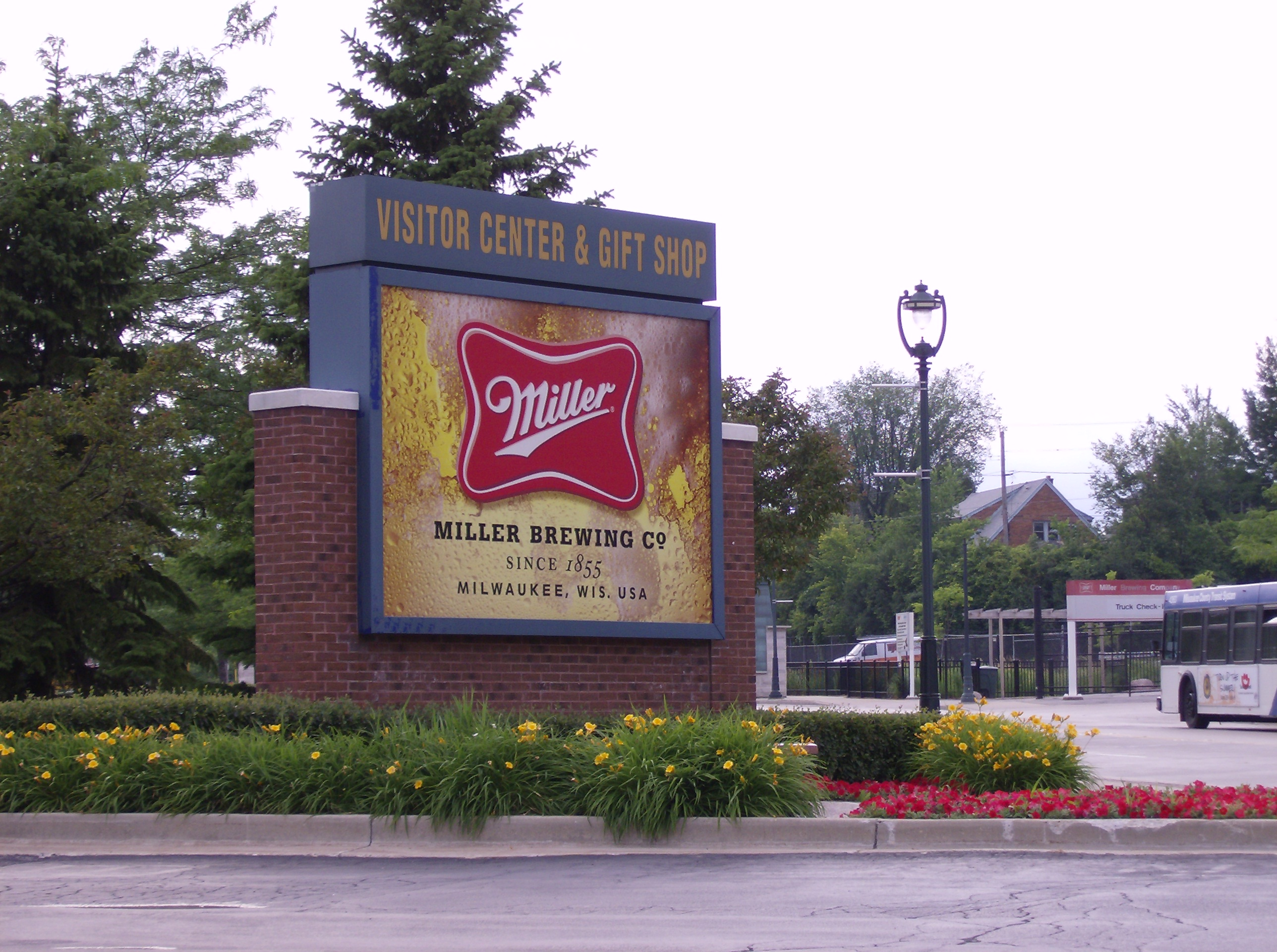
밀워키에 있는 밀러 맥주 양조 단지의 입구

독일인들은 미국의 막대한 문화와 기술 지역들에 공헌하였다. 전 프로이센의 장교 슈토이벤 남작은 미국 독립 전쟁 동안에 미국 육군의 재결성을 이끌어 영국군에 승리를 거두었다. 스타인웨이 앤드 선즈 피아노 제조 상사는 1853년 이민자 헨리 E. 스타인웨이에 의하여 창설되었다. 독일인 정착자들은 미국에 크리스마스 트리 전통을 가져왔다. 서부로 이동 동안에 스튜드베이커 형제는 대량의 수레들을 지었는 데, 듀센버그 형제처럼 후에 중요한 초기 자동차 제조업자가 되었다. 첫 실패적 1848년 독일 혁명으로부터 난민으로 들어온 카를 슈르츠는 영향적인 정치인이 되어 처음에 공화당에서, 후에 민주당으로 옮겨 내무 장관을 지냈다.
제2차 세계 대전 후에 베르너 폰 브라운과 페네뮌데에 있는 전 독일 V-2 로케트 기지에서 온 대부분의 일류 공학자들이 미국으로 데려왔다. 그들은 미국 항공 우주국의 프로그램을 위한 로케트들은 물론 미국 군사 로케트들의 개발에 중대하게 공헌하였다.
독일 음식의 영향은 전국에 걸쳐 미국의 음식에 보였는 데, 특히 패스트리, 육류, 소시지와 맥주로 여겨진다. 햄버거, 자우어크라우트, 슈트루델(과일, 치즈 등을 밀가루 반죽으로 얇게 싸서 화덕에 구운 과자) 등이 공동적 요리이다. 독일의 빵 굽는 사람들이 비스킷의 일종인 프레첼을 소개하였다. 1850년 이래 독일인들은 맥주 양조업에 지배적인 민족으로 지내왔다.
밀워키는 한번 세계에서 가장 큰 독일 양조사들 중에 4개의 고향이었다 - 쉴리츠, 블라츠, 팝스트와 밀러. 그리고 수많은 세월에 세계에서 최고 맥주 생산 도시였다. 미국에서 현재 팔리고 있는 맥주의 절반이 A. 팝스트와 1860년 세인트루이스에서 버드와이저를 창립한 에베르하르트 안호이저와 아돌푸스 부슈 같은 독일 이민들에 귀착시켰다.
옥토버페스트, 독일계 미국인의 날과 슈토이벤 남작의 날 같은 독일계 미국인의 축제들이 전국을 통하여 정규적으로 열린다. 가장 큰 축제들 중의 하나는 뉴욕에서 열리는 슈토이벤 행렬이며 9월마다 매일 세 번째 토요일에 열린다. 시카고의 링컨 광장 이웃에서도 주요 해마다의 이벤트들이 열리고, 독일인 인구의 전통적 중심지 신시내티에서는 독일 외부에서 가장 큰 옥토버페스트인 "옥토버페스트 친치나티(독일어: Oktoberfest Zinzinati)"가 열린다. 밀워키에서는 해마다 열리는 독일인 축제와 함께 도시의 독일인 유산을 축제벌이는 편이다. 펜실베이니아주에 온 독일과 다른 독일어 사용 국가들에서 많은 이민들이 "앨러게니 시티"(지금의 피츠버그 시의 노스 사이드)로 알려진 지역에 정착하였다. 많은 독일인들이 도착하면서 지역이 "도이치타운"으로 알려졌다. 도이치타운 안에서와 1854년 이래 튜토니아 맨너호르는 독일 문화 전통들을 진흥과 촉진을 해왔다.
독일에서 가장 인기있는 카드 게임 스카트는 위스콘신주와 텍사스주 같은 큰 독일 인구와 함께 한 미국의 지역들에서 행하고 있다.
독일식 이름을 가지고 있는 미국의 도시와 타운들은 중서부에서 마저 극단적으로 흔한 편이다. 그러나 독일식 이름의 두가지 예로는 아이오와주의 베텐도프와 일리노이주의 샤움버그를 들 수 있다.

## 두드러진 독일계 미국인들
독일계 미국인들은 과학, 건축, 산업, 스포츠, 연예계, 신학, 정부와 군사의 거의 모든 분야에서 영향적이었다.
독일계 미국인 장군들 - 슈토이벤 남작, 조지 암스트롱 커스터, 존 퍼싱, 드와이트 D. 아이젠하워와 노먼 슈워츠코프는 미국 독립 전쟁, 남북 전쟁, 인디언 학살, 제1차 세계 대전, 제2차 세계 대전과 걸프 전쟁에서 미국 육군의 사령관들이었다.
닐 암스트롱 같은 다른 이들은 달에 착륙하였다.
독일계 미국인들은 프리드리히 헤커, 프레더릭 뮬렌버그, 카를 슈르츠, 드와이트 D. 아이젠하워, 헨리 키신저 등을 포함한 유명한 정치인들이었다.
많은 독일계 미국인들은 산업과 비지니스에서 두드러진 역할을 하였으며, 존 D. 록펠러(스탠다드 석유 회사), 윌리엄 보잉(보잉사), 월터 크라이슬러(크라이슬러 주식회사), 프레더릭과 오거스트 듀센버그(듀센버그 자동차 주식회사), 스튜드베이커 형제(스튜드베이커 자동차 주식회사), 조지 웨스팅하우스(웨스팅하우스 전기 주식회사), 리바이 스트라우스(리바이 스트라우스 앤드 컴퍼니), 헨리 J. 하인즈(H. J. 하인즈 컴퍼니), 찰스 거스(펩시코), 제임스 L. 크래프트(크래프트 푸즈), 헨리 E. 스타인웨이(스타인웨이 앤드 선즈), 찰스 파이저(파이저 제약), 찰스 디볼드(디볼드 닉스도프), 버나드 크로거(크로거), 도널드 트럼프(트럼프 기업), 존 제이컵 애스터(월도프 애스터리아 호텔 앤드 리조트), 콘래드 힐튼(힐튼 호텔 앤드 리조트), 구겐하임 가(솔로몬 R. 구겐하임 재단), 마커스 골드만과 새뮤얼 삭스(골드만삭스), 리먼 형제(리먼 브라더스), 허먼 홀러리스(IBM), 스티브 잡스(애플)와 에릭 슈미트(구글) 등을 포함한다.
독일계 미국인들은 미국 역사의 거의로 봐서 맥주 양조업을 지배하기도 하였다. 아우구스트 셸(아우구스트 셸 양조 회사), 에베르하르트 안호이저와 아돌푸스 부슈(안호이저-부슈 합동사), 아돌프 쿠어스(몬슨 쿠어스 양조 회사), 프레더릭 밀러(밀러 양조 회사), 프레더릭 팝스트(팝스트 양조 회사), 베른하르트 슈트로(슈트로 양조 회사)와 조지프 쉴리츠(조지프 쉴리츠 양조 회사) 등의 19세기 독일인 이민들에 의하여 창립된 양조사들과 함께 시작되었다.
어떤 분야에서는 브루클린 교의 공학자 존 로블링과 발터 그로피우스와 루트비히 미스 반 데어 로에 같은 건축가들은 볼 수 있는 경계표들 뒤에 남겨졌다.
알베르트 아인슈타인, 로버트 오펜하이머, 베르너 폰 브라운, 존 피터 젱거, 존 스타인벡, 조지프 와이젠바움을 포함한 다른이들은 지력의 경계표들을 세웠다.
아직도 베이브 루스, 루 게릭, 잭 니클로스, 도리스 데이, 마를레네 디트리히, 존 덴버, 킴 베이싱어, 메릴 스트립, 케빈 코스트너, 미셸 파이퍼, 샌드라 불럭, 데이비드 하셀호프 같은 다른 이들은 두드러진 선수, 배우 등이 되었다.

### 독일계 미국인 대통령들
2명의 대통령들이 독일계 아버지를 두었다 - 드와이트 아이젠하워(원래 독일식 철자로는 Eisenhauer이며, 어머니 쪽은 독일/스위스)와 허버트 후버(원래 독일식 철자로는 Huber인데 영어식으로 Hoover로 바꾸었다). 어머니 쪽이 독일인 혈통을 둔 대통령들로는 버락 오바마와 리처드 닉슨(그의 중앙 이름 밀하우스(Milhous)는 독일식 철자로 멜하우젠(Melhausen)이었다)이다.

## 같이 보기
- 독일인
- 오스트리아인
- 유럽계 미국인
- 오스트리아계 미국인
- 스위스계 미국인

### 독일계 미국인의 역사와 문화
- Chronology: Germans in America
- German Immigrant Culture in America: Syllabus (1998) 보관됨 11월 18, 2016 - 웨이백 머신
- Emigrant Letters to Germany (in German)
- German-American Business Biographies 보관됨 5월 29, 2018 - 웨이백 머신 from the German Historical Institute
- German-American Hall of Fame
- How German Is American?
- The German-Hollywood Connection
- Chicago Foreign Language Press Survey: English translations of 120,000 pages of newspaper articles from Chicago's foreign language press from 1855 to 1938, many from German papers.
- German Heritage in Letters by the German Historical Institute Washington.

### 독일계 미국인 단체들
- German-American Heritage Museum of the USA
- Steuben Society of America
- German American Heritage Center
- Germans from Russia Heritage Society
- Max Kade Institute for German-American Studies at the University of Wisconsin–Madison
- Max Kade German-American Center at Indiana University – Purdue University Indianapolis
- The Germantown Historical Society (Philadelphia)
- The German Society of Pennsylvania (oldest German Society in the U.S.)
- The Pennsylvania German Society
- Pennsylvania German Cultural Heritage Center at Kutztown University
- Indiana German Heritage Society

### 독일계 미국인 지방의 역사와 문화
- Germans in Chicago
- German Traces NYC from the Goethe-Institut 보관됨 2020-08-01 - 웨이백 머신
- Interactive German-History Map of Pittsburgh
- Zinzinnati History (Cincinnati, Ohio) 보관됨 11월 20, 2015 - 웨이백 머신
- Milwaukee German-American Radio Program 보관됨 2023-07-09 - 웨이백 머신
- Teutonia Männerchor in Pittsburgh
- Some German Contributions to Wisconsin Life 보관됨 11월 13, 2018 - 웨이백 머신